# La Barberana
La Barberana, o la Barbarana, és una masia de Santa Fe del Penedès (Alt Penedès) situada al camí de la Barberana.
És una masia del segle XVIII-XIX, amb edificis agrícoles annexos tancats per un baluard de grans dimensions. La masia és de planta basilical, amb un cos central amb teulada a quatre vessants, i dos cossos adossats a costat i costat, de diferents alçades, fet que dona a l'edifici un aspecte irregular. L'estructura interna de l'edifici es troba en un important estat de degradació.
L'edifici principal presenta planta baixa, pis i golfes. La façana principal, orientada a llevant, presenta a la planta baixa la porta d'entrada a l'immoble, rectangular, amb una finestra quadrada a banda i banda, protegida amb barrots de ferro forjat. Al nivell del primer pis hi ha dues finestres també quadrades i enreixades, per bé que la finestra de la dreta està lleugerament més elevada que la de l'esquerra, fet que trenca la simetria de la façana. Enmig d'aquestes finestres, a cavall entre el primer pis i les golfes, es troba un rellotge de sol.